# دييغو ريس
دييغو ريس (20 فبراير 1986 في البرازيل - ) هو لاعب كرة قدم برازيلي في مركز الهجوم. لعب مع كييفو فيرونا ونادي كريمونيسي وAC Bellaria Igea Marina ‏ ونادي براتو.

## وصلات خارجية
- دييغو ريس على موقع قاعدة بيانات كرة القدم.إي يو (الإنجليزية)